# Ministerium für Tourismus (Israel)
Das israelische Ministerium für Tourismus (hebräisch מִשְׂרַד הַתַּיָּרוּת Misrad ha-Tajjarūt, deutsch ‚Amt des Tourismus‘, Plene auch תיירות) wurde 1964 gegründet. Der Tourismusminister (שַׂר הַתַּיָּרוּת Sar ha-Tajjarūt) leitet das Ministerium für den Tourismus in Israel.

## Liste der Minister
| Minister               | Partei                   | Regierung               | Amtsdauer                         | Fußnote |
| ---------------------- | ------------------------ | ----------------------- | --------------------------------- | ------- |
| ʿAqiva Govrin          | Mapaj                    | 12.                     | 22. Dez. 1964 – 12. Jan. 1966     |         |
| Mosche Kol             | Libralim ʿAtzmeʾijjim    | 13., 14., 15., 16., 17. | 12. Jan. 1966 – 20. Juni 1977     |         |
|                        |                          |                         |                                   |         |
| Gideʿon Pat            | Likkud                   | 19.                     | 5. Aug. 1981 – 11. Aug. 1981      |         |
| Avraham Scharir        | Likkud                   | 19., 20., 21., 22.      | 11. Aug. 1981 – 22. Dez. 1988     |         |
| Gideʿon Pat            | Likkud                   | 23., 24.                | 22. Dez. 1988 – 13. Juli 1992     |         |
| Usi Barʿam             | ʿAvoda                   | 25., 26.                | 13. Juli 1992 – 18. Juni 1996     |         |
| Mosche Katzav          | Likkud                   | 27.                     | 18. Juni 1996 – 6. Juli 1999      |         |
| Ehud Barak             | Jisraʾel Achat           | 28.                     | 6. Juli 1999 – 5. Aug. 1999       |         |
| Amnon Lipkin-Schachak  | Mifleget ha-Merkas       | 28.                     | 5. Aug. 1999 – 7. März 2001       |         |
| Rechavʿam Seʾevi       | Nationale Union          | 29.                     | 7. März 2001 – 17. Okt. 2001      |         |
| Benjamin Elon          | Nationale Union          | 29.                     | 31. Okt. 2001 – 14. März 2002     |         |
| Jitzchak Levy          | Nationalreligiöse Partei | 29.                     | 18. Sep. 2002 – 28. Feb. 2003     |         |
| Benjamin Elon          | Nationale Union          | 30.                     | 28. Feb. 2003 – 6. Juni 2004      |         |
| Gideon Ezra            | Likkud                   | 30.                     | 4. Juli 2004 – 10. Jan. 2005      |         |
| Avraham Hirschson      | Qadimah                  | 30.                     | 10. Jan. 2005 – 4. Mai 2006       |         |
| Jitzchak Herzog        | ʿAvoda                   | 31.                     | 4. Mai 2006 – 21. März 2007       |         |
| Jitzchak Aharonovitsch | Jisraʾel Beiteinu        | 31.                     | 21. März 2007 – 16. Jan. 2008     |         |
| Ruchama Avraham        | Qadimah                  | 31.                     | 14. Juli 2008 – 31. März 2009     |         |
| Stas Misseschnikow     | Jisraʾel Beiteinu        | 32.                     | 31. März 2009 – 5. Feb. 2013      |         |
| Uzi Landau             | Jisraʾel Beiteinu        | 33.                     | 18. März 2013 – 14. Mai 2015      |         |
| Yariv Levin            | Likkud                   | 34.                     | 14. Mai 2015 – 17. Mai 2020       |         |
| Assaf Samir            | Kachol Lavan             | 35.                     | 17. Mai 2020 – 2. Oktober 2020    |         |
| Orit Farkasch-Hacohen  | Kachol Lavan             | 35.                     | 14. Oktober 2020 – 13. Juni 2021  |         |
| Joʾel Rasvosov         | Jesch Atid               | 36.                     | 13. Juni 2021 – 29. Dezember 2022 |         |
| Chaim Katz             | Likkud                   | 37.                     | 29. Dezember 2022 – amtierend     |         |

## Stellvertretende Minister
| Stellvertretende Minister | Partei            | Legislaturperiode | Amtsdauer                   |
| ------------------------- | ----------------- | ----------------- | --------------------------- |
| Jehuda Scha’ari           | Libralim Atzma’im | 15.               | 22. Dez. 1969–10. März 1974 |